# Султанаева
Султанаева — деревня в Кунашакском районе Челябинской области. Входит в состав Урукульского сельского поселения.

## География
Расположена в северной части района, на берегу озера Скайлы. Расстояние до районного центра, Кунашака, 26 км.
Уличная сеть представлена двумя улицами:
- Центральная улица
- Школьная улица

## Население
| 2002 | 2010 |
| ---- | ---- |
| 202  | ↘194 |

### Историческая численность населения
В 1959—232, в 1970—347, в 1983—208, в 1995—232.

## Инфраструктура
Личное подсобное хозяйство с зоной сельскохозяйственного использования, индивидуальная застройка усадебного типа.
Основа экономики — сельское хозяйство.

## Транспорт
Деревня доступна автотранспортом. Автобусное сообщение с райцентром. Остановки общественного транспорта «Султанаева», «Въезд в Султанаева».